# Montipora dilatata
Espèce
Statut de conservation UICN

 EN  : En danger
Statut CITES
Montipora dilatata est une espèce de coraux appartenant à la famille des Acroporidae.